# Gesundheitsministerium Osttimors

Logo des Gesundheitsministeriums

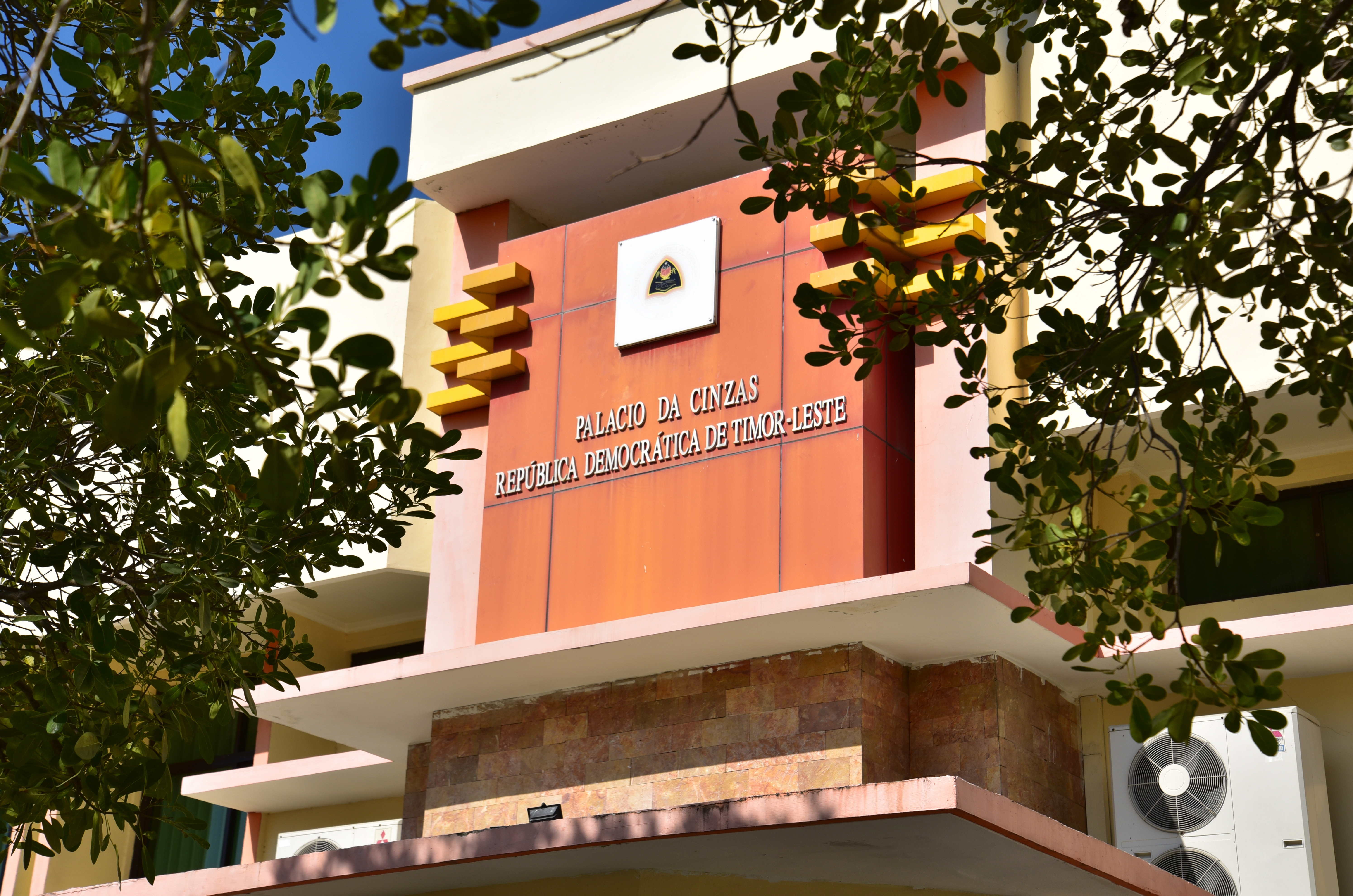
Palácio das Cinzas (2023)

Das Gesundheitsministerium Osttimors (tetum Ministériu Saúde; portugiesisch Ministério da Saúde; kurz: MS) ist die osttimoresische Regierungsbehörde für die Gesundheitspolitik des Landes. Die Leitung obliegt dem Gesundheitsminister des Landes. Seinen Sitz hat das Gesundheitsministerium im Palácio das Cinzas im Suco Caicoli in der Rua Palácio das Cinzas. Ein zweites Gebäude liegt gegenüber, jenseits der Rua do Mercado Municipal.

## Aufgaben

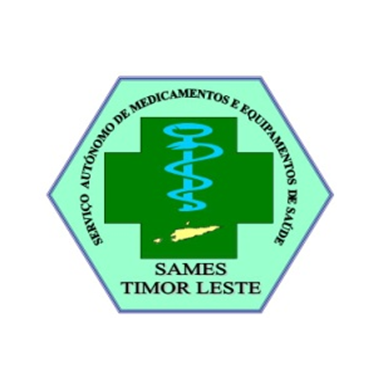
Logo des SAMES

Das Gesundheitsministerium ist die zentrale Regierungsstelle, die für die Konzeption, Durchführung, Koordinierung und Bewertung der vom Ministerrat festgelegten und verabschiedeten Politik für die Bereiche Gesundheit und pharmazeutische Aktivitäten zuständig ist. Der Gesundheitsminister ist dafür verantwortlich, politische Maßnahmen vorzuschlagen und die für die von ihm beaufsichtigten Gebiete erforderlichen Regelungsprojekte zu entwickeln:
Gewährleistung des Zugangs aller Bürger zur Gesundheitsversorgung, Koordinierung der Aktivitäten im Zusammenhang mit der epidemiologischen Kontrolle, Gesundheitskontrolle von Produkten mit Einfluss auf die menschliche Gesundheit durchführen, Förderung der Ausbildung von Angehörigen der Gesundheitsberufe, Beitrag zum Erfolg der humanitären Hilfe, zur Förderung von Frieden, Sicherheit und sozioökonomischer Entwicklung durch Mechanismen der Koordinierung und Zusammenarbeit mit anderen Regierungsbehörden, die für verwandte Bereiche zuständig sind.
Die Krankenhäuser des Nationalen Gesundheitsdienstes und der Autonome Dienst für Arzneimittel und medizinische Geräte des öffentlichen Instituts (Serviçio Autónomo de Medicamentos e Equipamentos de Saúde SAMES) stehen unter der Aufsicht des Gesundheitsministers.